# Rocco Granata

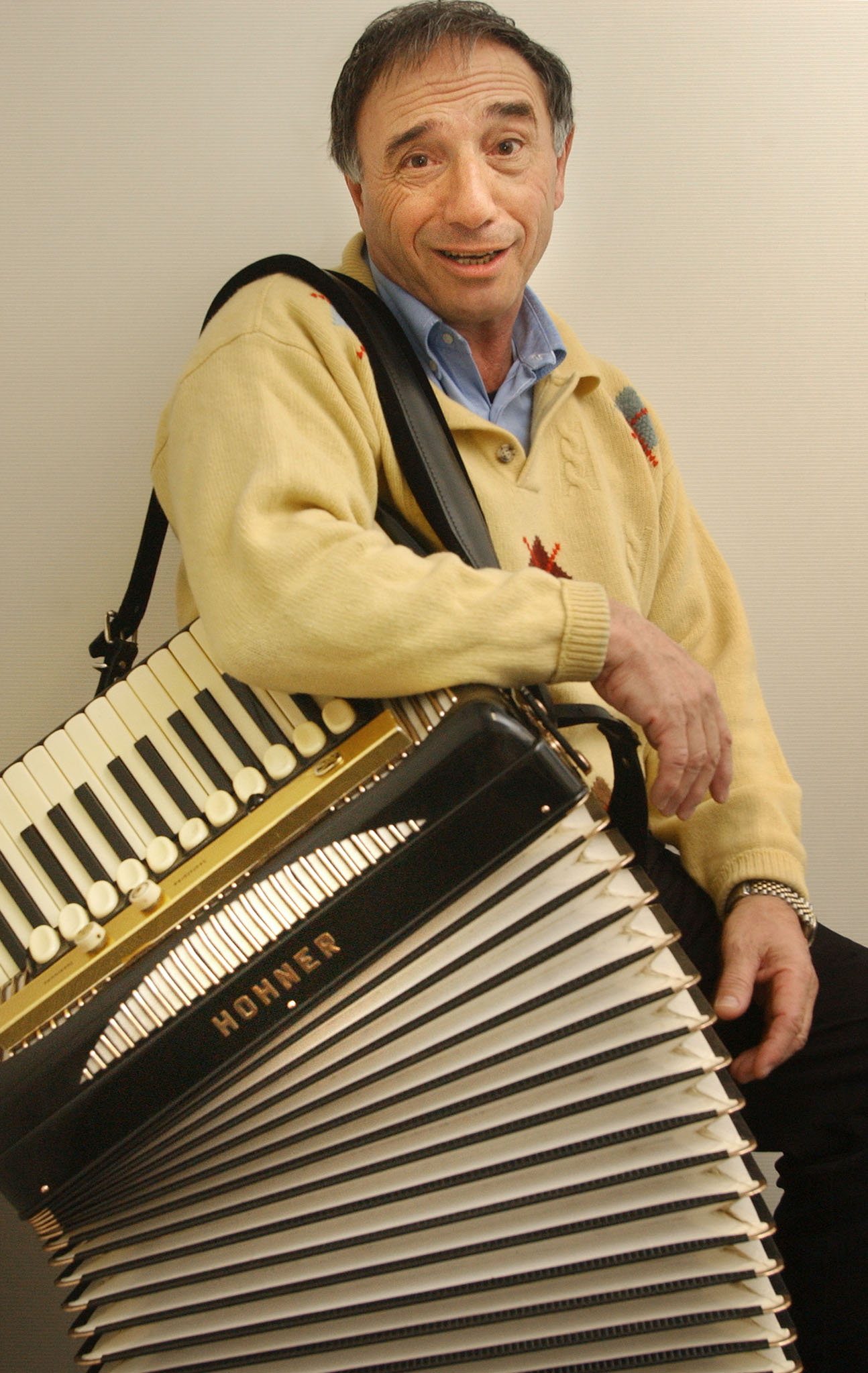
Rocco Granata

Rocco Granata (* 16. August 1938 in Figline Vegliaturo) ist ein italienischer Schlagersänger, Entertainer und Schauspieler. Sein bekanntestes Stück ist Marina aus dem Jahr 1959.

## Leben
Rocco Granata wurde 1938 im kalabrischen Figline Vegliaturo geboren. Seine Eltern zogen aus Süditalien ins belgische Kohlerevier nach Genk. Granata arbeitete dort als Automechaniker und widmete sich der Musik als Hobby, indem er auf Jahrmärkten im Umland mit Freunden spielte. Das Label EMI Columbia wurde auf das von ihm geschriebene Lied Marina und den Künstler aufmerksam und brachte den Song 1959 heraus. Nicht nur in Deutschland, auch in den USA und in Italien sowie in anderen europäischen Ländern wurde Marina zum großen Erfolg.
Granata hatte weitere Schlagererfolge und trat in den 1960er-Jahren mit einer eigenen Show in der New Yorker Carnegie Hall auf. Auch der Film meldete sich und er agierte als Schauspieler und Sänger in mehreren Musikfilmen. Er lebt heute gemeinsam mit seiner Ehefrau in Antwerpen, spielt Golf und tritt gelegentlich in nostalgischen Musikshows auf.

## Diskografie
Singles

| Jahr | Titel Album                    | Höchstplatzierung, Gesamtwochen, AuszeichnungChartplatzierungen (Jahr, Titel, Album, Platzierungen, Wochen, Auszeichnungen, Anmerkungen) | Höchstplatzierung, Gesamtwochen, AuszeichnungChartplatzierungen (Jahr, Titel, Album, Platzierungen, Wochen, Auszeichnungen, Anmerkungen) | Anmerkungen |
| Jahr | Titel Album                    | DE | US | Anmerkungen |
| ---- | ------------------------------ | --- | --- | ----------- |
| 1959 | Marina                         | DE1 Gold · (40 Wo.)DE | US31 (11 Wo.)US |             |
| 1959 | Manuela                        | DE60 (4 Wo.)DE | — |             |
| 1960 | Oh, Oh, Rosi                   | DE14 (24 Wo.)DE | — |             |
| 1960 | La Bella                       | DE18 (16 Wo.)DE | — |             |
| 1960 | Ein Italiano Muss Immer Singen | DE37 (12 Wo.)DE | — |             |
| 1960 | Rocco-Cha-Cha                  | DE38 (8 Wo.)DE | — |             |
| 1961 | Irena                          | DE15 (20 Wo.)DE | — |             |
| 1961 | Signorina Bella                | DE37 (8 Wo.)DE | — |             |
| 1963 | Buona Notte                    | DE5 (32 Wo.)DE | — |             |
| 1989 | Marina (Remix ’89)             | DE17 (16 Wo.)DE | — |             |

Weitere Singles
- 1960: Ein Italiano / Germanina

Single Ein Italiano, 1960

- 1962: Signorina mit dem blonden Haar / Ich bin immer verliebt
- 1964: Du schwarzer Zigeuner
- 1967: Der Weg zurück nach Haus
- 1972: Sommersprossen
- 1992: Sarah
- 1993: Meine Frau
- 2002: Lass uns tanzen
- 2002: Nächtlich am Busento
- 2002: Bellissima

## Filmografie
- 1960: Marina
- 1960: Schick deine Frau nicht nach Italien
- 1962: Sein bester Freund
- 1965: Ein Ferienbett mit 100 PS
- 1966: Das Spukschloß im Salzkammergut